# Claudia Pop
Claudia Monica Pop (ur. 5 sierpnia 1989 w Satu Mare) – rumuńska koszykarka występująca na pozycjach rzucającej oraz skrzydłowej, obecnie zawodniczka tureckiego Botassporu Adana.
20 maja 2016 została zawodniczką Wisły Can-Pack Kraków.

## Osiągnięcia
Stan na 10 października 2018, na podstawie, o ile nie zaznaczono inaczej.

### Drużynowe
- Mistrzyni Rumunii (2013)[4]
- Wicemistrzyni:
  - Rumunii (2011, 2012)[5][6]
  - Polski (2017)[7]
- Zdobywczyni Pucharu Rumunii (2013)
- Finalistka Pucharu Rumunii (2011)[5]
- Uczestniczka rozgrywek Euroligi (2012/13)

### Indywidualne
- MVP meczu gwiazd ligi rumuńskiej (2012)[6]
- Zawodniczka, która poczyniła największy postęp ligi rumuńskiej (2010 według eurobasket.com)[8]
- Najlepsza zawodniczka krajowa ligi rumuńskiej (2012 według eurobasket.com)[6]
- Uczestniczka meczu gwiazd ligi rumuńskiej (2009, 2010, 2011, 2012)[9][8][5]
- Zaliczona do (przez eurobasket.com):
  - II składu ligi rumuńskiej (2011, 2012)[5][6]
  - składu Honorable Mention ligi:
    - rumuńskiej (2010)[8]
    - hiszpańskiej (2016)[10]
    - tureckiej (2018)

  - składu najlepszych zawodniczek krajowych ligi rumuńskiej (2010, 2012, 2013)[8][6][4]
- Zwyciężczyni konkursu rzutów za 3 punkty podczas meczu gwiazd ligi rumuńskiej (2011)[5]

### Reprezentacja
- Wicemistrzyni Europy:
  - U–20 Dywizji B (2009)
  - U–18 Dywizji B (2007)
- Uczestniczka:
  - eliminacji do mistrzostw Europy (2009, 2011)
  - mistrzostw Europy:
    - 2015 (19. miejsce)
    - U–20 (2005 – 16. miejsce)
    - U–20 Dywizji B (2007, 2008, 2009)
    - U–18 Dywizji B (2006, 2007)
    - U–16 Dywizji B (2004, 2005)